# 767 Bondia
767 Bondia
767 Bondia là một tiểu hành tinh ở vành đai chính, thuộc nhóm tiểu hành tinh Themis. Nó được xếp loại tiểu hành tinh kiểu C, có bề mặt tối và thành phần cấu tạo dường như bằng vật liệu cacbonat.
Tiểu hành tinh này do Joel Hastings Metcalf phát hiện ngày 23.9.1913 ở Winchester, Massachusetts và được đặt theo tên William Cranch Bond và George Phillips Bond, hai cha con nhà thiên văn học người Mỹ..